# Sunblock
Sunblock war eine schwedische Musikgruppe aus dem Bereich der elektronischen Tanzmusik. Während die Tänzerinnen Oksana Andersson, Pernilla Lundberg und Rebecka Simonsson die Band verkörpern, stammt die Musik von Magnus Nordin und Martin Pihl.

## Karriere
Die erste Single von Sunblock war 2006 ein Remix der Baywatch-Titelmusik I’ll Be Ready. Der Titel erreichte Platz 4 der UK Top 40. Die zweite Single, ein Remix des 80er-Jahre Klassikers First Time von Robin Beck erreichte im Mai 2006 den neunten Platz. Der Gesang dieses Titels stammt dabei von Beck selbst. Die dritte Single Baby Baby stammt im Original von Corona. Sie wurde 2007 veröffentlicht. Der Gesangspart stammt dabei von der Corona-Sängerin Sandra Chambers, genannt Sandy. Es war die letzte Veröffentlichung von Sunblock.

## Diskografie

### Alben
- 2006: I’ll Be Ready: The Album

### Singles
- 2006: I’ll Be Ready
- 2006: First Time (feat. Robin Beck)
- 2007: Baby Baby (feat. Sandy)